# 蓋伊·科伯恩·羅布森
蓋伊·科伯恩·羅布森（英語：Guy Coburn Robson，1888年2月11日—1945年5月17日）是一名英國動物學家，專門研究軟體動物，他首先命名並描述了南極中爪魷（Mesonychoteuthis hamiltoni）。
羅布森曾在那不勒斯的海洋生物站學習，1911年加入倫敦自然史博物館工作，1931至1936年間擔任動物學部的副館長。

## 演化
羅布森最為人所知的是他的主要著作《自然界中動物的變化》（The Variations of Animals in Nature，與奧溫·理查茲合著，1936 年），該書認為儘管進化的事實已被確立，但其機制大多是假設的，且未被證實。這本書宣稱動物族群和相關物種之間的差異大多數都是非適應性的。該書出版於現代演化綜論的重大發展之前，包含了對自然選擇的批判性評估。這本書在1930年代的科學期刊上獲得正面評價。動物學家馬克·里德利曾指出，「羅布森和理查茲提出物種之間的差異是非適應性的，與自然選擇無關」。
歷史學家威廉·B·普羅文評論說，這本書「由於與自然選擇對立，自1940年代末期起就聲名狼藉」，但他指出，在朱利安·赫胥黎和恩斯特·邁爾的著作之前，這本書是「最知名的動物分類學通論著作」。赫胥黎在《Evolution: The Modern Synthesis》（1942年）一書中，形容這本書是「過度貶低選擇在進化中的角色」。

## 著作
- Guide to the Mollusca exhibited in the Zoological Department, British Museum (1923)
- The Species Problem (1926)
- A Monograph of the Recent Cephalopoda. Based on the collections in the British Museum, Natural History (two volumes, 1929–1932)
- The Variation of Animals in Nature (with O. W. Richards) (1936)

## 格言
「簡而言之，我們不認為自然選擇可以不被視為進化的一個可能因素。然而，支持自然選擇的正面證據太少，反對自然選擇的證據又太多，而且至今仍無定論，因此我們無權將進化的主要原因歸咎於自然選擇。（《自然界中動物的變化》，1936年）